# Jean-Baptiste Dommanget
Pour les articles homonymes, voir Dommanget.
 (mai 2019).
Si vous disposez d'ouvrages ou d'articles de référence ou si vous connaissez des sites web de qualité traitant du thème abordé ici, merci de compléter l'article en donnant les références utiles à sa vérifiabilité et en les liant à la section « Notes et références ».
Jean-Baptiste Dommanget, né le 17 octobre 1769 à Possesse et mort le 10 février 1848 à Paris, est un général de brigade du Premier Empire.

## Biographie

### Guerres révolutionnaires
Il est clerc de notaire lorsque la Révolution française éclate. Il s'enrôle comme soldat le 11 mai 1791, dans le 23e régiment de cavalerie, fait la campagne de 1792, en Champagne, et celle de 1793 à l'armée de Sambre-et-Meuse. Brigadier-fourrier le 1er avril de cette dernière année, il devient adjoint aux adjudants-généraux le 1er nivôse an II, et est promu au grade de lieutenant de cavalerie le 14 messidor suivant.
En quittant l'armée de Sambre-et-Meuse, Dommanget doit être placé en qualité d'adjoint auprès de l'adjudant-général Cottin, mais cet officier supérieur, affaibli par l'âge, n'est plus en état de faire la guerre, aussi le jeune lieutenant cherche-t-il un emploi qui lui offre quelques chances de danger et de gloire. Le général Durand, qui commande une brigade de la division Garnier à l'armée d'Italie, et qui connait la bravoure et la capacité de Dommanget, s'empresse de l'appeler auprès de lui en qualité d'aide-de-camp, mais il ne remplit ces fonctions que pendant deux mois. Le général Durand est tué dans sa tente par l'écroulement d'un mur frappé par la foudre. Dommanget en réchappe de justesse. Ensuite, il sert pendant quelque temps à l'état-major de la division Garnier.
Confirmé dans son grade de lieutenant le 4 pluviôse an III, et attaché en cette qualité le 11 vendémiaire an IV, au 15e régiment de chasseurs à cheval, il est employé comme adjoint auprès de l'adjudant-général Dalons le 20 floréal suivant. De 1793 à l'an VI, il fait avec distinction les guerres d'Italie.
Nommé capitaine-adjoint en vendémiaire an V, il passe avec son grade à la suite du 5e régiment de dragons le 4 prairial, et y devient capitaine titulaire le 13 thermidor de la même année. Il sert en l'an VII contre les insurgés de la Belgique.
Nommé chef d'escadron au même régiment le 13 pluviôse an VIII, le premier Consul le désigne pour faire partie de l'armée de réserve avec 500 dragons, lors du passage du Saint-Bernard. À son arrivée à Milan, il va rejoindre à Lodi la division Duhesme, dont il forme depuis l'avant-garde. Cette division s'étant approchée de Crémone, Dommanget rencontre à peu de distance de la ville un bataillon autrichien établi sur la route, et qui veut opposer quelque résistance. Chargé vigoureusement par les braves dragons du 5e, il est culbuté, sabré et fait prisonnier.
La légion de Bussy, qui est en réserve, attend la charge des Français et la soutient assez bien, mais, enfin rompue et sabrée, le commandant Dommanget la mène battant pendant plus d'une lieue au-delà de Crémone, sur la route de Mantoue. Pour cette affaire, le 5e dragons reçoit quatre sabres d'honneur. Le lendemain de la prise de Crémone, le général Duhesme rejoint le gros de l'armée avec sa division, et laisse le commandant Dommanget dans la place, afin d'observer, d'éclairer les routes de Mantoue et de Brescia, et de couvrir le blocus de Pizzighitone. À la fin de la campagne, le 5e de dragons rentre en France, et au mois de floréal an IX, il fait partie de l'armée de la Gironde. Cette armée auxiliaire des Espagnols est portée sur les frontières du Portugal depuis Ciudad-Rodrigo jusqu'à Alcántara sur le Tage.
Au mois de nivôse an X, le régiment rentre en France et va tenir garnison à Joigny, où il reste jusqu'à la réunion du camp de Compiègne, au mois de vendémiaire an XII.

### Guerres napoléoniennes
Major du 8e régiment de dragons le 6 brumaire, et membre de la Légion d'honneur le 4 germinal suivant, Dommanget ne veut point rester au dépôt lorsque les troupes de l'armée des côtes de l'Océan se portent sur le Rhin. Il demande au ministre de la guerre d'aller commander les escadrons de guerre de dragons montés, puisque le colonel est aux dragons à pied de la division Baraguay-d'Hilliers. Le ministre fait quelques difficultés, mais Dommanget lui offrit alors de déposer ses épaulettes de major et de reprendre celles de chef d'escadron pour aller rejoindre l'armée. « Retournez à votre dépôt à Chantilly, lui répond le ministre, vous y recevrez mes ordres. »
Vingt-quatre heures après, il est en route. Il ne peut atteindre la Grande Armée qu'au-delà de Munich le 8 brumaire an XIV. Le 8e régiment de dragons appartenait à la division Beaumont. Le jour de son arrivée au corps, il fait tête de colonne de la division, rencontre à quelque distance de Munich un bataillon de l'arrière-garde ennemie, posté sur la lisière d'un bois, pour arrêter le mouvement de la division française. Le major Dommanget le charge aussitôt ; en moins de dix minutes, il l'enfonce et lui fait mettre bas les armes. Au-delà du bois se trouve un régiment de hussards autrichiens, il le culbute et le mène battant jusque dans les rues de Bied[Quoi ?]. Sa belle conduite dans cette journée et à l'affaire de Lambach, qui a lieu le lendemain, est citée dans les bulletins de l'armée.
À la bataille d'Austerlitz le 8e régiment de dragons charge sur l'artillerie russe, qui est fortement défendue, et en se repliant, il se jette sur un corps d'infanterie ennemie, le sabre, lui fait poser les armes, et prend le général russe Andrault, que le major fait conduire à l'Empereur. Pendant tout le reste de cette campagne et la suivante, il donne de nouvelles preuves de son courage, et le 20 septembre 1806, il obtient le grade de colonel et le commandement du 10e régiment de dragons. Le 27 octobre suivant, il charge avec une grande résolution, près du village de Wickmansdorff, les dragons de la Reine de Prusse, qui avant de partir pour Iéna, sont venus, par fanfaronnade, aiguiser leurs sabres sous les croisées de l'ambassadeur français. Il les rompt, passe le défilé pêle-mêle avec eux, et quoiqu'il n'a sous ses ordres que trois cents chevaux, il oblige ce régiment, fort de 550 hommes à déposer les armes. Au moment où le 10e de dragons ramène les prisonniers, parmi lesquels se trouve le général major de Zastro, le prince Murat arrive avec la division Beaumont. Le régiment est accueilli par les cris de Vive le 10e ! et le prince félicite le colonel sur la prise qu'il vient de faire.
Après avoir assisté aux combats de Prenzlau, de Lubeck, de Hoff[Quoi ?], etc. cet officier supérieur se trouve à la bataille d'Eylau, où il a un cheval tué sous lui. Il combat à Friedland avec sa valeur habituelle, et, démonté, foulé aux pieds des chevaux, criblé de coups de sabre sur la tête, il a infailliblement péri, si ses dragons ne fussent venus le retirer des mains des hussards ennemis. Il reçoit à cette occasion en juillet 1807, la croix d'officier de la Légion d'honneur des mains de l'Empereur, qui accorde vingt-huit décorations à son régiment.

#### Campagne d'Espagne
Créé baron de l'Empire le 19 mars 1808, avec dotation, il fait les campagnes de 1808 à 1811 en Espagne et en Portugal, et se signale surtout au combat d'Alba de Tormès le 28 novembre 1809. Le 12 janvier 1811, pendant la retraite du général portugais Silveira, l'avant-garde du général Claparède, commandée par le colonel Dommanget, charge l'arrière-garde portugaise près de Mondin[Quoi ?], la culbute et la rejette au-delà de la Coura[Quoi ?]. À la bataille de Fuentes de Oñoro, il a un cheval blessé sous lui, et le général Montbrun, commandant la division de dragons, le propose pour le grade de général de brigade, que l'Empereur lui accorde par décret impérial du 6 août 1811.
Rentré en France à la fin du mois de novembre suivant, et appelé le 13 mars 1812 au commandement de la 3e brigade de cavalerie légère du 3e corps de la réserve de cavalerie, composée des 1er et 2e régiments de chevau-légers bavarois et du régiment de chevau-légers du prince Albert de Saxe.

#### Sixième Coalition
Il fait la campagne de Russie. Il a une affaire d'avant-garde assez brillante au-delà de Minsk, et une autre à Babinowisk, entre Orscha et Wilepsk. Le 16 août 1812, sous Smolensk, il sabre et culbute un corps de cavalerie régulière russe. Le 27, l'ennemi ayant été forcé d'abandonner Wiasma, il attaque son arrière-garde, qui se sauve dans les bois. Le 7 septembre, à la Moskowa, il charge avec une rare intrépidité une masse énorme de cavalerie russe en avant de la grande redoute. Dans la mêlée, où il fait des prodiges de valeur. Il est atteint d'un coup de sabre sur la tête et d'un autre coup qui lui ouvre la joue droite dans une largeur d'environ trois pouces, et lui abat presque entièrement la lèvre supérieure. Cette blessure, très grave, est magistralement opérée et appareillée par Larrey et il suit la Grande Armée jusqu'à Moscou, d'où il se retire avec elle. Ses services pendant cette campagne sont récompensés par la croix de commandeur de la Légion d'honneur, le 28 mars 1813.
À peine rétabli de ses blessures, l'Empereur lui confie le commandement d'une brigade de cavalerie légère, composée de régiments de marche. Au-delà de l'Elbe, l'Empereur passe en revue cette brigade, et donne au général Dommanget la décoration de chevalier de la Couronne de fer le 15 mai 1813 : « Vous étiez de la vieille armée d'Italie, lui dit-il, cette croix vous est bien due. »
Après la bataille de Wurschen, Dommanget envoie ses escadrons de marche rejoindre les régiments auxquels ils appartiennent, et va prendre le commandement de la 2e brigade (2e lanciers, 11e et chasseurs) de la division Roussel-d'Husbal, du 2e corps de réserve de cavalerie.
Le 16 juillet 1813, le roi de Saxe lui adresse la croix de commandeur de l'Ordre militaire de Saint-Henri de Saxe, avec une lettre autographe, par laquelle ce monarque le remercie des soins qu'il a pris de son régiment de chevau-légers du prince Albert pendant la campagne de Russie.
Le 10 août 1813, le roi de Bavière le nomme commandeur de l'Ordre militaire de Maximilien-Joseph de Bavière. Le 26, le général Roussel-d'Husbal ayant été grièvement blessé à la tête, le général Dommanget prend le commandement de la division. Le 12 octobre, vers Zerbst entre Dessau et Potsdam, il rencontre quelque infanterie qui est culbutée, et ensuite les équipages de l'armée suédoise, qui ont passé l'Elbe à Dessau. Les troupes qui gardent ces équipages sont sabrées et mises en fuite, et les bagages, caissons, voitures, etc., sont immédiatement détruits. Le général Dommanget est à l'extrême gauche de l'armée, lorsque le 16 octobre, au combat près de Leipzig, il dégage le 9e régiment de chasseurs à cheval, un bataillon de vélites toscans et 3 pièces de canons qui observent et défendent un passage de rivière à trois lieues à gauche et en avant, mais qui débordés par des forces beaucoup trop considérables, vont tomber au pouvoir de l'ennemi. Le 30, il prend une part très-active à la bataille de Hanau, et exécute plusieurs charges, couronnées d'un plein succès.
Pendant la retraite, se portant tantôt à gauche, tantôt à droite pour protéger les flancs de l'armée, il repousse constamment les tentatives de l'ennemi, et après avoir repassé le Rhin à Mayence, il est placé à Andernach pour observer et garder la rive gauche avec sa brigade.
Le général Dommanget soutient sa brillante réputation pendant la campagne de France. Le 3 février 1814, au combat de la Chaussée, il soutient les efforts, de l'ennemi, et donne le temps au corps d'armée d'opérer sa retraite. Le 14, à la bataille de Vauchamps, il détruit complètement un carré russe, qui s'est formé au bord de la route, près du bois d'Éloges. Le 2e lanciers et le 11e chasseurs s'y couvrent de gloire. Après cette affaire, la voix publique lui décerne le grade de général de division, mais il se voit préférer, sur la désignation du général commandant le corps de cavalerie, un ancien aide-de-camp de Bernadotte, qui ne possède pas les mêmes titres que lui. Ce passe-droit fait un mauvais effet dans sa brigade, qui a su apprécier depuis longtemps les droits de son général à un avancement bien mérité. Dirigé sur différents points par des marches rapides le général Dommanget trouve l'occasion de se distinguer encore, notamment aux combats de Vandœuvre, de Bar-sur-Aube, de Villenave, etc.
Le 30 mars 1814, au matin, l'Empereur quitte Troyes pour revenir sur Paris, Le général Dommanget reçoit l'ordre de former l'avant-garde de l'escorte de l'Empereur, et il l'accompagne jusqu'à Sens.

#### Cent-Jours
L'abdication de Fontainebleau fait cesser les services du général Dommanget. Cependant Louis XVIII le nomme chevalier de Saint-Louis le 31 juillet 1814, et le met en non-activité en septembre suivant. Au retour de Napoléon Ier le 20 mars 1815, il se porte à sa rencontre et l'escorte depuis la Cour-de-France jusqu'à Paris. Dès le 21, Dommanget reçoit l'ordre de partir de Paris à la tête des 1er et 5e de lanciers et de chasseurs, pour aller prendre position aux environs de Landrecies et de Maubeuge. Vers la fin de mai, il prend le commandement d'une autre brigade, composée des 4e et 9e de chasseurs, à la tête desquels il se signale de nouveau à Ligny, à Fleurus et à mont Saint-Jean.
Après les résultats de cette campagne, le licenciement de l'armée vient mettre un terme à la carrière militaire de cet officier général. Rentré dans ses foyers au mois d'août, on le met en non-activité et on le soumet à la surveillance de la police. On a trouvé trois lettres de lui dans le portefeuille de l'Empereur, tombé au pouvoir des ennemis.
En 1817, le général Dommanget se voit plus particulièrement en butte aux tracasseries du pouvoir, et comme son nom a été écrit dans quelques lettres saisies lors de l'« affaire de Lyon »[Quoi ?], et qu'on trouve dans ses papiers une lettre d'invitation à dîner de madame de Lavalette, on voit là des motifs suffisants pour le mettre en état d'arrestation. Conduit le 1er juillet à la prison de la Préfecture de police, il reste au secret pendant trente-cinq jours. Après plusieurs interrogatoires menés par le grand prévôt du département de la Seine, assisté de M. Reverdin, juge au tribunal du même département, on le transfère à la Force avec ses compagnons de captivité, le général Julienne de Belair et Antoine Chedelle, négociant de Lyon. Les charges n'ayant pas paru suffisantes pour le renvoyer avec ses coaccusés devant la cour prévôtale de Lyon, on les autorise à se retirer sur parole dans la maison de santé de Cartier, faubourg Poissonnière. Enfin, au mois d'octobre suivant, le général Dommanget obtient sa liberté, mais il n'en demeure pas moins l'objet de l'attention active de la police. Frappé avec 150 autres officiers généraux par l'ordonnance du 1er décembre 1824, il est mis à la retraite à compter du 1er janvier 1825, après plus de trente-trois ans de service.
Lors de la révolution de Juillet 1830, le nouveau gouvernement le place le 22 mars 1831, dans le cadre de réserve, et l'admet de nouveau à la retraite le 1er mai 1832.

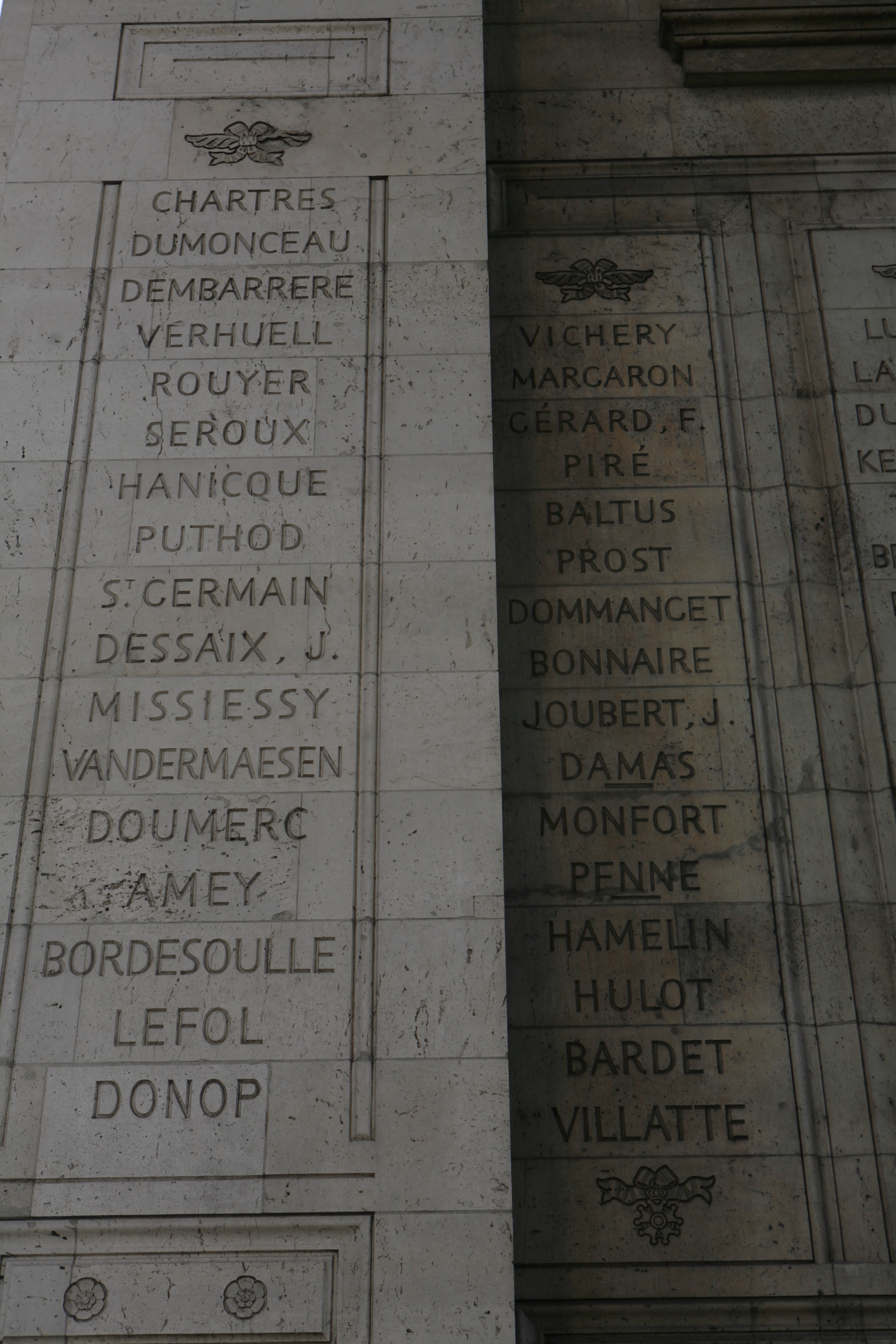
Noms gravés sous l'arc de triomphe de l'Étoile : pilier Nord, 1ère et 2e colonnes.

Son nom est inscrit sur le côté Nord de l'arc de triomphe de l'Étoile.
Il est mort à Paris le 10 février 1848.